# Čavusy
Čavusy (bělorusky Чавусы, rusky Чаусы – Čausy, polsky Czausy) je město v Mohylevské oblasti v Bělorusku. K roku 2017 v něm žilo přes deset tisíc obyvatel.

## Poloha a doprava
Čavusy leží na řece Basje, přítoku Proni v povodí Dněpru. Od Mohyleva, správního střediska oblasti, jsou Čavusy vzdáleny přibližně čtyřicet kilometrů východně.
Několik kilometrů jižně od centra je nádraží na železniční trati z Mohyleva do Kryčaŭ.

## Dějiny
Čavusy byly pravděpodobně založeny kolem poloviny šestnáctého století, ale první dochovaná písemná zmínka je až z roku 1581. Už v roce 1604 se staly městem. Až do prvního dělení Polska v roce 1772 patřily do Polsko-litevské unie, pak je získalo ruské impérium.
Roku 1789, kdy město navštívila Kateřina Veliká, mělo 1057 obyvatel, z toho 355 Židů. K roku 1897 v něm žilo zhruba šest tisíc obyvatel, z toho přibližně 45 % Židů – jednalo se tak o typický štetl.

### Rodáci
- Sergej Novikov (*1979), biatlonista